# Batallones Kurdos de Al Qaeda
Los Batallones Kurdos de Al Qaeda (AQKB) (en árabe: تنظيم القاعدة الكتائب الكردية) son una organización islamista militante, principalmente activa en la frontera norte de Irán-Irak. Es la rama kurda de Al Qaeda, que a lanzado varios ataques contra el Gobierno Regional de Kurdistán (KRB) en el norte de Irak. El grupo fue clasificado como organización terrorista por el Departamento de Estado de Estados Unidos el 1 de enero de 2012.

## Formación
Las Brigadas del Kurdistán se fundaron en 2001 en las montañas Hamrin, como una facción oficial de Al-Qaeda. Fue fundada por antiguos militantes de Ansar al-Islam. Sin embargo, la creación de las Brigadas del Kurdistán se anunció con un vídeo llamado "Back to the Mountains" publicado en marzo de 2007 por Al-Qaeda. De 2007 a 2010, libraron una insurgencia contra el Gobierno Regional de Kurdistán con muchos ataques contra las autoridades. También estuvieron activos en el Kurdistán iraní.
Se considera que el grupo es relativamente pequeño, pero tiene campamentos en las ciudades iraníes de Mariwan y Sanandaj.
En 2014, el grupo criticó a los kurdos que se unieron al Estado Islámico.

## Ataques
El grupo ha lanzado varios ataques, incluido el más grande contra el Ministerio del Interior de KRG en Erbil que mató a 19 personas en mayo de 2007. AQKB mató a 7 guardias fronterizos y un oficial de seguridad de la Unión Patriótica del Kurdistán (PUK) en Penjwan en julio de 2007. En septiembre de 2010, dos policías resultaron heridos por un fallido ataque suicida en Sulaymaniyah.